# Rincón Viejo
Rincón Viejo es una localidad del Santa María Petapa, en el Distrito de Juchitán, en el estado de Oaxaca. Siendo la localidad más poblada, por encima de la cabecera municipal Santa María Petapa.
En 2010 está localidad se separó de Llano Suchiapa, para alzarse como una agencia municipal independiente.

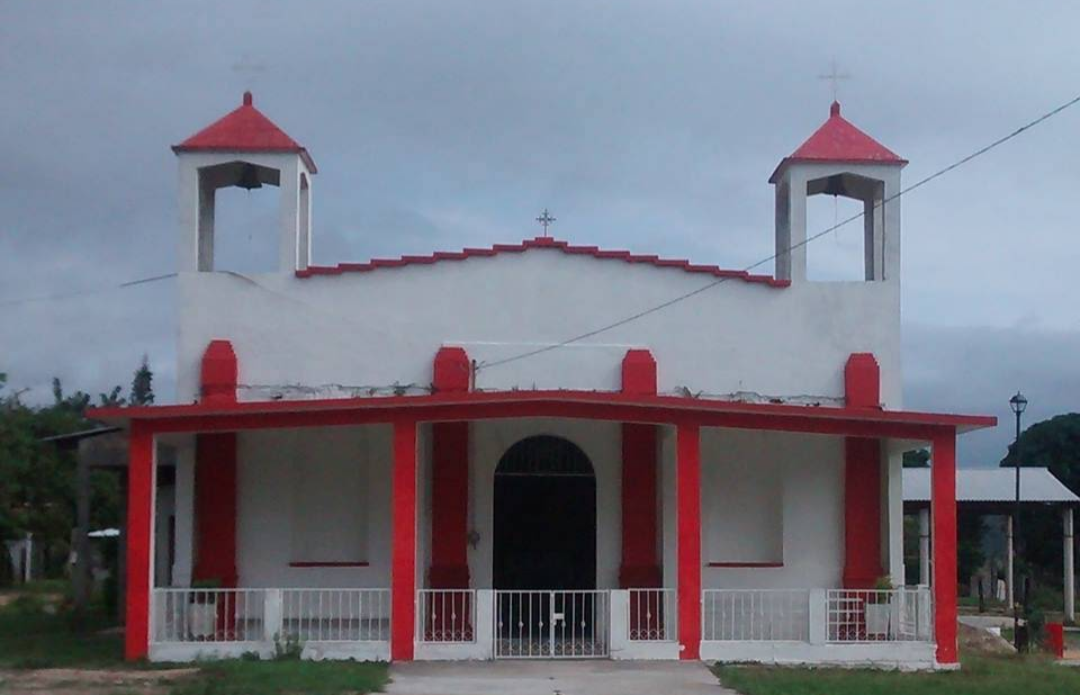
Iglesia de la Santa Cruz en Rincón Viejo, Petapa

## Ubicación
La localidad se ubica a 12 km al noroeste de la cabecera municipal, justo en límites de colindancia de este municipio con el Municipio de Matías Romero Avendaño, así mismo se ubica al norte de la cabecera municipal de Matías Romero, con la que junto a Llano Suchiapa, comparten una misma zona conurbada.
Se ubica en las coordenadas geográficas: 16°53′36″N 95°2′7″O / 16.89333, -95.03528.